# Ожегович, Мирко
Мирко Ожегович (хорв. Mirko Ožegović; 15 сентября 1775 — 8 января 1869) — хорватский священнослужитель, юрист и политик. Заняв в 1833 году пост епископа Сени-Модруша, он поспособствовал развитию и преобразованию хорватского города Сень.

## Биография
Мирко Ожегович родился в семье верховного судьи Крижевацкой жупании Павао Ожеговича, происходившего из хорватского дворянского рода Ожеговичей. Ещё будучи ребёнком, Мирко загорелся идеей стать священником, однако в подростковом возрасте, по настоянию старшего брата Стьепана Ожеговича, он поступил учиться на юриста. После успешной защиты диплома он начал работать по профессии, но в 1798 году резко прервал занятие юридической практикой и приступил к осуществлению своей детской мечты, поступив на богословный факультет Загребского университета. С отличием окончив университет, Ожегович поступил на церковную службу и уже в 1801 году принял участие в церемонии рукоположения Максимилиана Врховца в сан епископа Загреба. Следующие четырнадацать лет Мирко Ожегович провёл в городе Бисаг, где проводил церковные службы в качестве пастора. В 1815 году он был назначен каноником в Загребе, а спустя два года он занял пост директора одного из столичных конвиктов (школы, организованной религиозным орденом). В 1826 году Мирко Ожегович укрепил свои позиции в системе образования, получив должность заместителя директора Загребской академии и главного надзирателя школьной системы Хорватии, однако спустя три года он был вынужден покинуть занимаемые должности, из-за внезапной отправки в Пешт, где Ожегович был назначен одним из членов Суда семерых, являвшегося высшим судебным органом по гражданским делам между Хорватией и Венгрией, как территориальных единиц в составе Габсбургской монархии. Во время заседаний в этом суде он заметил, что рассмотрение некоторых дел является необъективным, ввиду вовлечённости некоторых членов в проталкивание позиций венгерского национализма. В связи с этим Ожегович занял противоположную позицию, начав отстаивать в процессах прохорватскую точку зрения.
В мае 1833 года умер епископ Сени-Модруша Иван Крститель Йежич. 13 декабря того же года ему на замену был назначен Мирко Ожегович. Первым делом на новом посту Ожегович приступил к объединению доселе разрозненных епархий Сени и Модруша, перенеся администрацию епархии и резиденцию епископа в Сень. Перебравшись в Сень, Ожегович столкнулся с полной разрухой, царящей в городе: священников не хватало; суд епархии практически не работал, из-за перегруженности делами и отсутствием собственного здания; Сеньская гимназия, являвшаяся единственным светским вузом в городе, была закрыта уже несколько лет, а культурная и экономическая жизнь города практически умерла. Мирко Ожегович поставил перед собой задачу преобразить город и начал с восстановления гимназии, которая благодаря его усилиям была вновь открыта в 1839 году. Следующими его шагами стали постройка отдельного здания для суда епархии, основание в Сени местного филиала Иллирийской матицы, Экономического общества, Музыкального общества, Общества югославской истории и конвикта, названного в его честь: «Ожеговичианиум».
Помимо деятельности на церковном поприще Мирко Ожегович также известен как политик, благодаря двукратному членству в совместном Хорватско-венгерском саборе в 1830 и 1832 годах и поддержкой присвоения Йосипу Елачичу титула хорватского бана в 1848 году, когда Ожегович занимал кресло депутата в Хорватском саборе. В 1849 году император назначил его своим тайным советником, а через три года он был награждён крестом Австрийского ордена Леопольда. В 1858 году он стал бароном, после чего римский папа назначил его прелатом с титулом римского графа.